# 漫威電影宇宙：第四階段電影
漫威電影宇宙：第四階段電影（英語：Marvel Cinematic Universe: Phase Four Films）是基於漫威漫畫出版物中的角色製作的超級英雄系列電影，屬於漫威電影宇宙第四階段，由漫威影業開發製作，計劃於2021年至2022年上映。《尚氣與十環傳奇》、《永恆族》、《蜘蛛人：無家日》以及《雷神索爾：愛與雷霆》的製片人分別為喬納森·舒瓦茲、內特·摩爾、艾美·帕斯卡以及布拉德·溫德博姆，其他所有電影的製片人均由凱文·費吉擔當，費吉亦同時擔當所有電視劇的執行製作人。
本階段共7部電影，第一部為《黑寡婦》，史嘉蕾·喬韓森回歸繼續飾演「黑寡婦」娜塔莎·羅曼諾夫，於2021年7月由華特迪士尼電影公司發行。隨後的影片包括劉思慕領銜主演的《尚氣與十環傳奇》，群像電影《永恆族》，湯姆·霍蘭德回歸主演由索尼影視娛樂負責發行的《蜘蛛人：無家日》，班奈狄克·康柏拜區回歸主演的《奇異博士2：失控多重宇宙》，克里斯·漢斯沃回歸主演的《雷神索爾：愛與雷霆》，以及莉蒂西亞·萊特回歸主演的《黑豹2：瓦干達萬歲》。

## 電影
| 序 | 電影                        | 美國上映日期   | 導演                 | 編劇                                             | 監製                        | 狀態   |
| -- | --------------------------- | -------------- | -------------------- | ------------------------------------------------ | --------------------------- | ------ |
| 24 | 《黑寡婦》                  | 2021年7月9日   | 凱特·蕭蘭            | 艾瑞克·皮爾森                                    | 凱文·費吉                   | 已上映 |
| 25 | 《尚氣與十環傳奇》          | 2021年9月3日   | 德斯汀·丹尼爾·克雷頓 | 大衛·卡拉漢＆德斯汀·丹尼爾·克雷頓＆安德魯·蘭哈姆 | 凱文·費吉和 喬納森·舒瓦茲   | 已上映 |
| 26 | 《永恆族》                  | 2021年11月5日  | 趙婷                 | 趙婷＆帕特里克·布雷和 萊恩·菲爾波＆馬修·K·菲爾波 | 凱文·費吉和 內特·摩爾       | 已上映 |
| 27 | 《蜘蛛人：無家日》          | 2021年12月17日 | 強·華茲              | 克里斯·麥肯納＆艾瑞克·桑默斯                     | 凱文·費吉和 艾美·帕斯卡     | 已上映 |
| 28 | 《奇異博士2：失控多重宇宙》 | 2022年5月6日   | 山姆·雷米            | 麥可·沃爾德倫                                    | 凱文·費吉                   | 已上映 |
| 29 | 《雷神索爾：愛與雷霆》      | 2022年7月8日   | 塔伊加·維迪提        | 塔伊加·維迪提和珍妮佛·凱汀·羅賓遜                | 凱文·費吉和 布拉德·溫德博姆 | 已上映 |
| 30 | 《黑豹2：瓦干達萬歲》       | 2022年11月11日 | 瑞恩·庫格勒          | 瑞恩·庫格勒＆喬·羅伯特·高爾                      | 凱文·費吉和 內特·摩爾       | 已上映 |

### 《黑寡婦》（2021年）

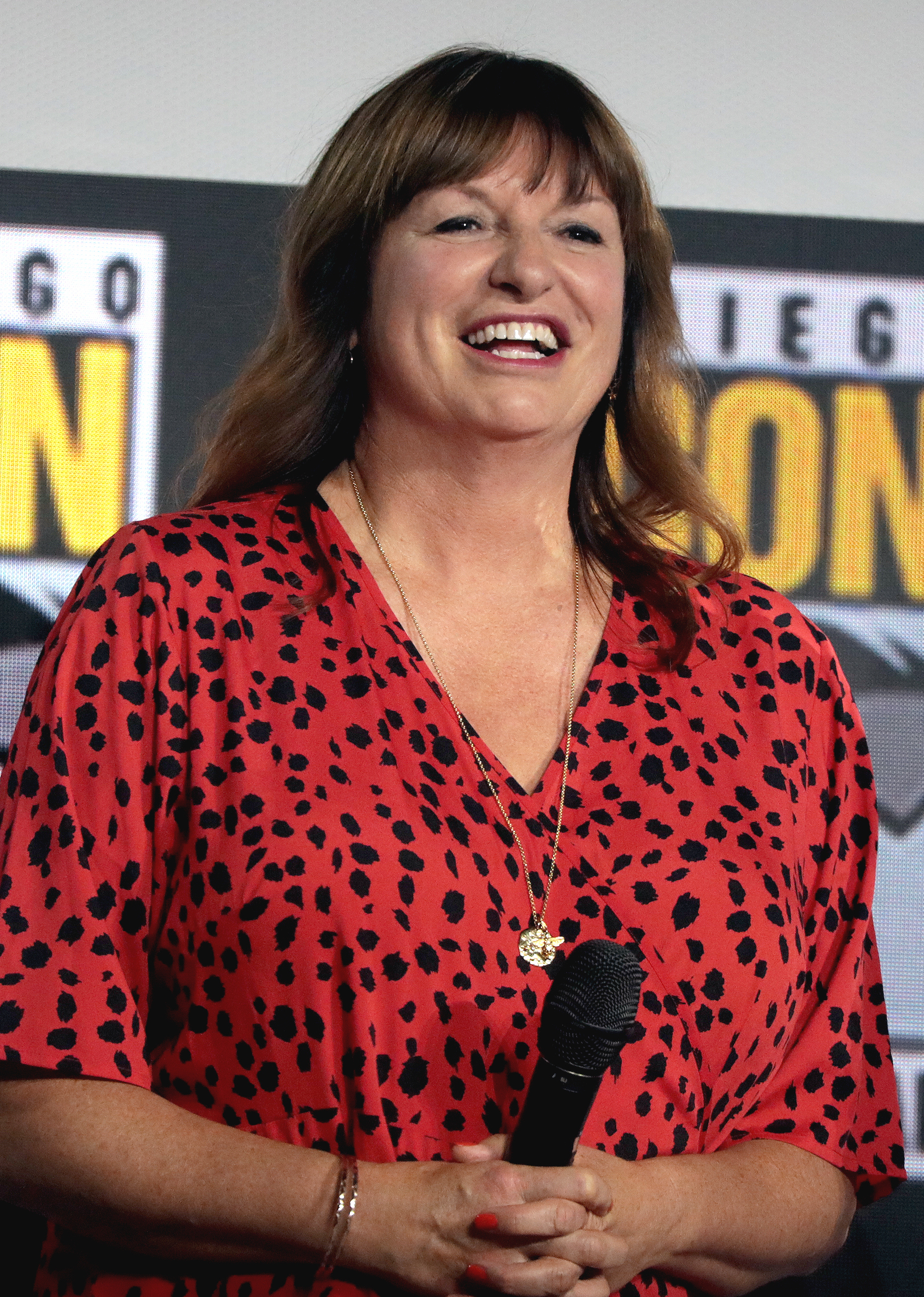
《黑寡婦》的導演凱特·蕭蘭

在2016年電影《美國隊長3：英雄內戰》中，「黑寡婦」娜塔莎·羅曼諾夫在德國萊比錫/哈雷機場放走史蒂芬·羅傑斯和巴奇·巴恩斯後遭受美國政府部門的通緝，被迫隱藏行跡。她發現一個牽連自己過去的經歷的危險陰謀，於是展開全球追蹤調查。與此同時，她還要面對神秘敵人模仿大師的崛起，並解決自己在成為復仇者聯盟之前的間諜生涯以及疏遠破裂的人際關係對當下的影響。
2014年2月，凱文·費吉表示在《復仇者聯盟2：奧創紀元》中將簡單探索黑寡婦的過去後，他希望在一部獨立電影中對此角色作進一步的挖掘，漫威影業已經為影片進行初步開發工作。2018年1月，潔克·薛佛被聘為影片編劇。7月，凱特·蕭蘭確認執導影片。2019年2月，漫威聘請內德·本森重寫劇本。2020年1月，潔克·薛佛和內德·本森於成片中掛名為故事創作，艾瑞克·皮爾森為編劇。主演史嘉蕾·喬韓森同時擔任本片的執行監製。2019年5月，影片的主體拍攝於挪威和英國開機，2019年10月殺青。電影原計劃於2020年5月1日在美國上映。因應2019冠狀病毒病疫情，《黑寡婦》延後至2021年7月9日在美國戲院上映，同時在線上串流媒體平台Disney+通過Disney+首映許可證的形式與戲院同期上線。《黑寡婦》於2021年6月29日在在倫敦、洛杉磯、墨爾本和紐約舉行全球首映禮。
《黑寡婦》的主體故事時間設定於《美國隊長3：英雄內戰》和2018年電影《復仇者聯盟3：無限之戰》之間。威廉·赫特回歸飾演撒迪厄斯·E·「雷霆」·羅斯。茱莉·路易絲-卓佛回歸飾演瓦倫緹娜·艾蕾格拉·德芳亭，她於片尾彩蛋中登場，此角色首次出現於2021年Disney+影集《獵鷹與酷寒戰士》的第五集〈真相〉中。佛蘿倫絲·普伊於2021年影集《鷹眼》中回歸飾演「黑寡婦」葉蓮娜·貝洛娃。傑瑞米·雷納以未署名的形式客串聲演「鷹眼」克林頓·巴頓，同時在片尾彩蛋中以照片的形式出現於影片之中。

### 《尚氣與十環傳奇》（2021年）

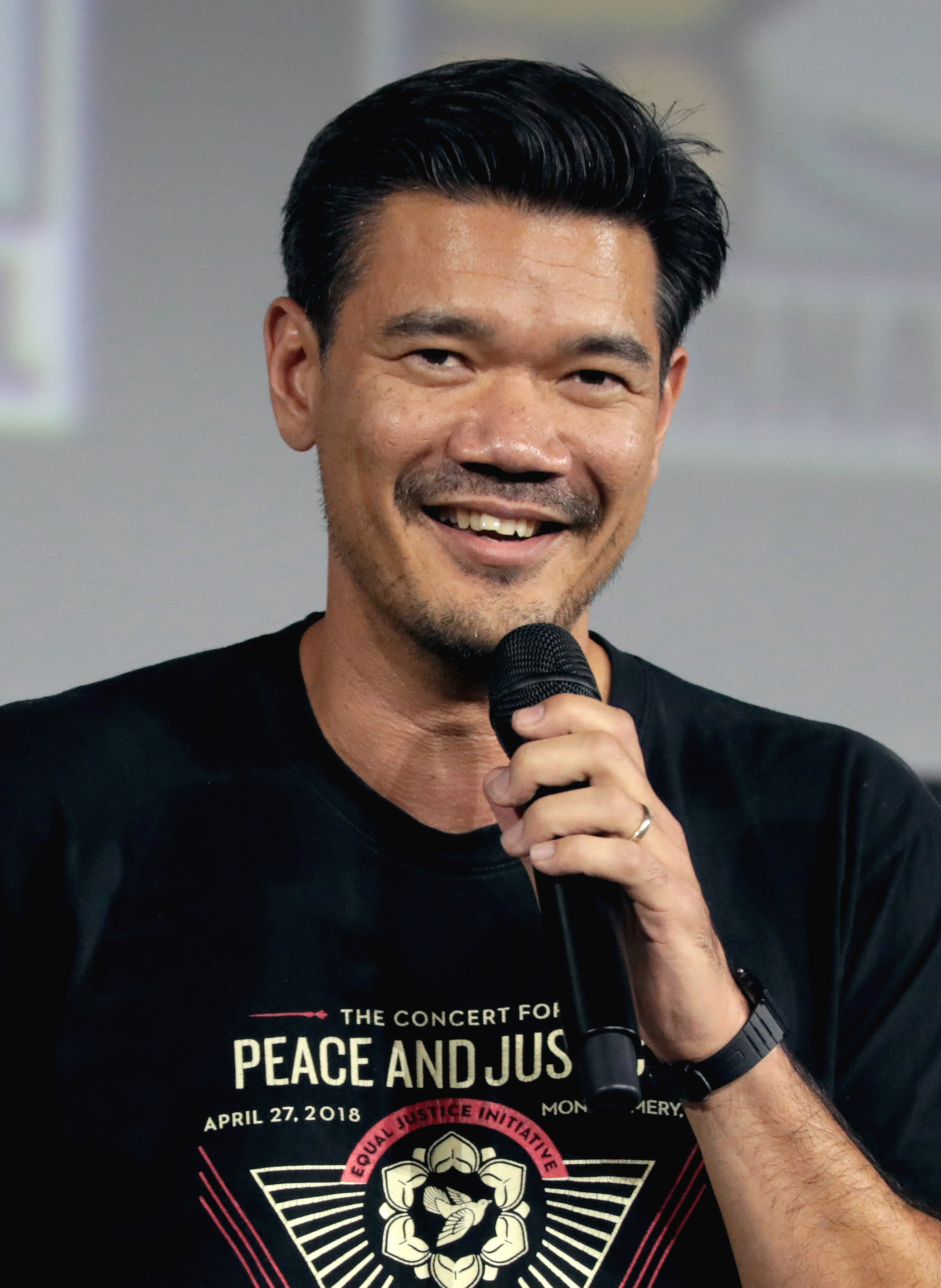
《尚氣與十環傳奇》的導演德斯汀·丹尼爾·克雷頓

尚氣被捲入由父親滿大人領導的恐怖組織十環幫的秘密，同時被迫面對自己隱秘的過去經歷。
2018年12月，漫威影業快速將首部亞裔超級英雄尚氣的電影項目提上製作日程，聘請中美混血編劇大衛·卡拉漢撰寫電影劇本，並且漫威將啟用亞裔或亞美混血導演執導這部電影。2019年3月，漫威聘請了德斯汀·丹尼爾·克雷頓執導本片。2019年7月，漫威在聖地牙哥國際漫畫展上公佈影片的正式片名為《尚氣與十環傳奇》（Shang-Chi and the Legend of the Ten Rings），劉思慕將飾演男主角尚氣，梁朝偉將飾演反派滿大人。電影的主體拍攝於2020年2月在澳大利亞開機。電影原計劃於2021年2月12日在美國上映。受2019冠狀病毒病疫情影響，製作組於3月暫停拍攝，7月底恢復拍攝作業，10月移至美國舊金山進行外景拍攝，10月底殺青。2021年4月，先行預告短片透露導演德斯汀·丹尼爾·克雷頓參與劇本創作，編劇還包括大衛·卡拉漢和安德魯·蘭哈姆（Andrew Lanham），凱文·費吉和喬納森·舒瓦茲擔當製片人。《尚氣與十環傳奇》於2021年8月16日在洛杉磯舉行全球首映禮，2021年9月3日在美國公映。
《尚氣與十環傳奇》的主體故事時間設定於2019年電影《復仇者聯盟4：終局之戰》事件之後。本·金斯利回歸出演崔佛·史萊特利，該角色此前出現於2013年電影《鋼鐵人3》和2014年漫威短片《王者萬歲》之中。十環幫組織此前曾經？出現於2008年電影《鋼鐵人》、2010年電影《鋼鐵人2》、2014年漫威短片《王者萬歲》和2015年電影《蟻人》中。黃凱旋回歸出演漫威電影宇宙角色王，提姆·羅斯回歸出演漫威電影宇宙角色「惡煞」伊密·布朗斯基，「惡煞」伊密·布朗斯基首次出現於2008年電影《無敵浩克》之中。馬克·魯法洛和布麗·拉森以未署名的形式於片尾彩蛋中分別回歸客串出演布魯斯·班納和「驚奇隊長」卡蘿·丹佛斯。

### 《永恆族》（2021年）

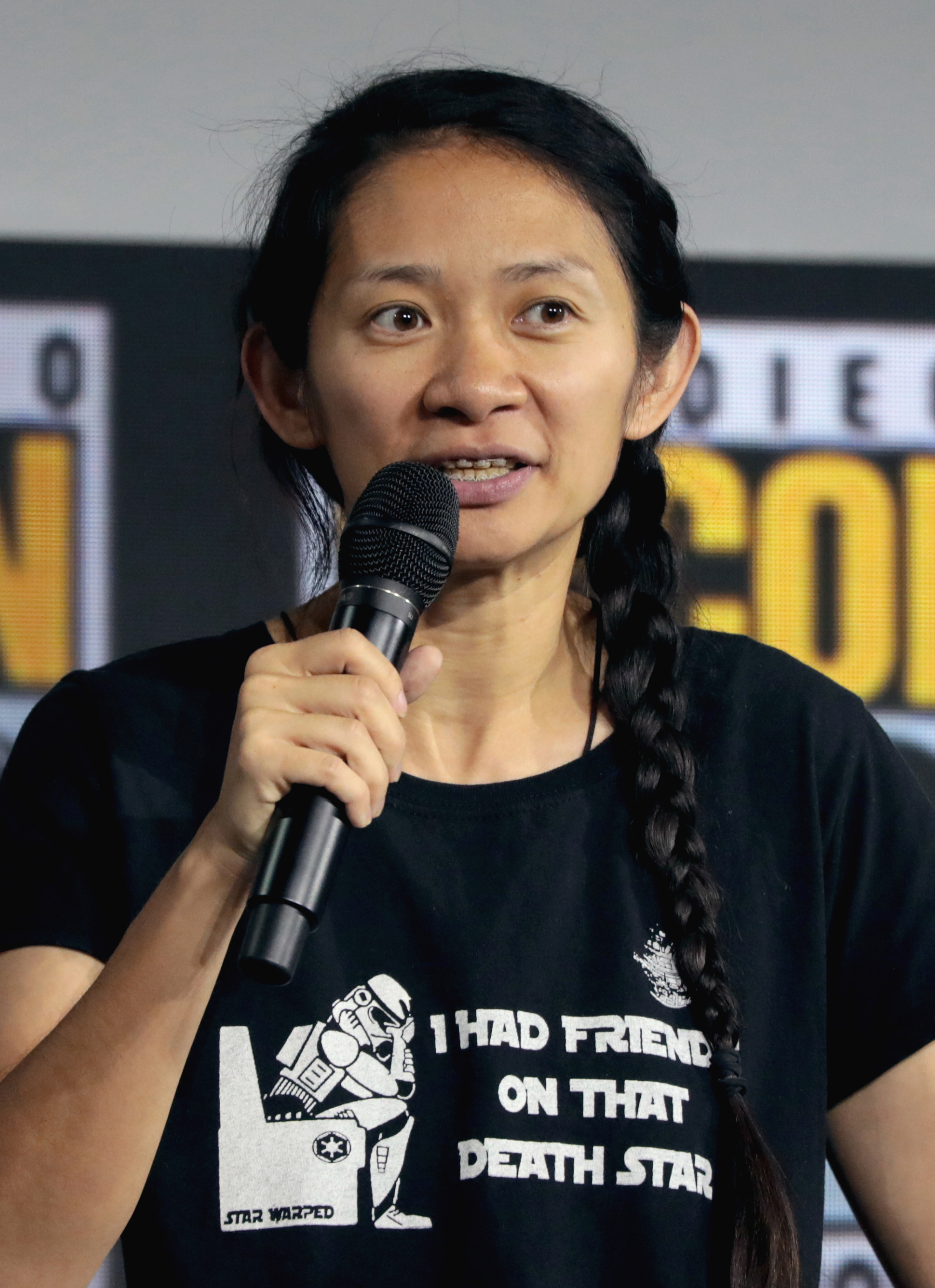
《永恆族》的導演趙婷

天神族創造出具有超能力的外星種族“永恆族”和擁有變形能力、基因不穩定的外星種族“不朽族”。永恆族被派遣往地球，並在地球上秘密生活了7000年以上，保護人類免遭邪惡不朽族的侵害。
2018年4月，漫威影業會見了多名編劇，計劃將《永恆族》漫畫製作成為真人版電影，重點描繪瑟西和伊卡里斯以及他們之間的愛情故事。5月，馬修·K·菲爾波和萊恩·菲爾波（Ryan Firpo）獲聘為項目撰寫故事。9月底，趙婷確定執導影片，同時參與劇本創作，她與帕特里克·布雷（Patrick Burleigh）以及萊恩·菲爾波和馬修·K·菲爾波共同執筆撰寫劇本。2019年7月20日，漫威在聖地牙哥國際漫畫展上公佈選角名單，理查德·麥登、安吉麗娜·朱莉、庫梅爾·南賈尼、馬東石以及莎瑪·海耶克確認參演影片。同月，影片的主體拍攝在倫敦開機。8月，陳靜確認出演瑟西。2020年2月殺青。《永恆族》於2021年10月18日在洛杉磯舉行全球首映禮，2021年11月5日在美國公映。
《永恆族》的主體故事大約與《獵鷹與酷寒戰士》和2019年電影《蜘蛛人：無家日》同時發生，均在2019年電影《復仇者聯盟4：終局之戰》事件的六至八個月之後。哈利·斯泰爾斯和帕頓·奧斯瓦爾特在片尾彩蛋中分別客串出演「星狐」厄洛斯和山怪皮普，厄洛斯在漫畫中設定是薩諾斯的兄弟 。馬赫夏拉·阿里以未署名的形式客串聲演「刀鋒戰士」艾瑞克·布魯克。

### 《蜘蛛人：無家日》（2021年）

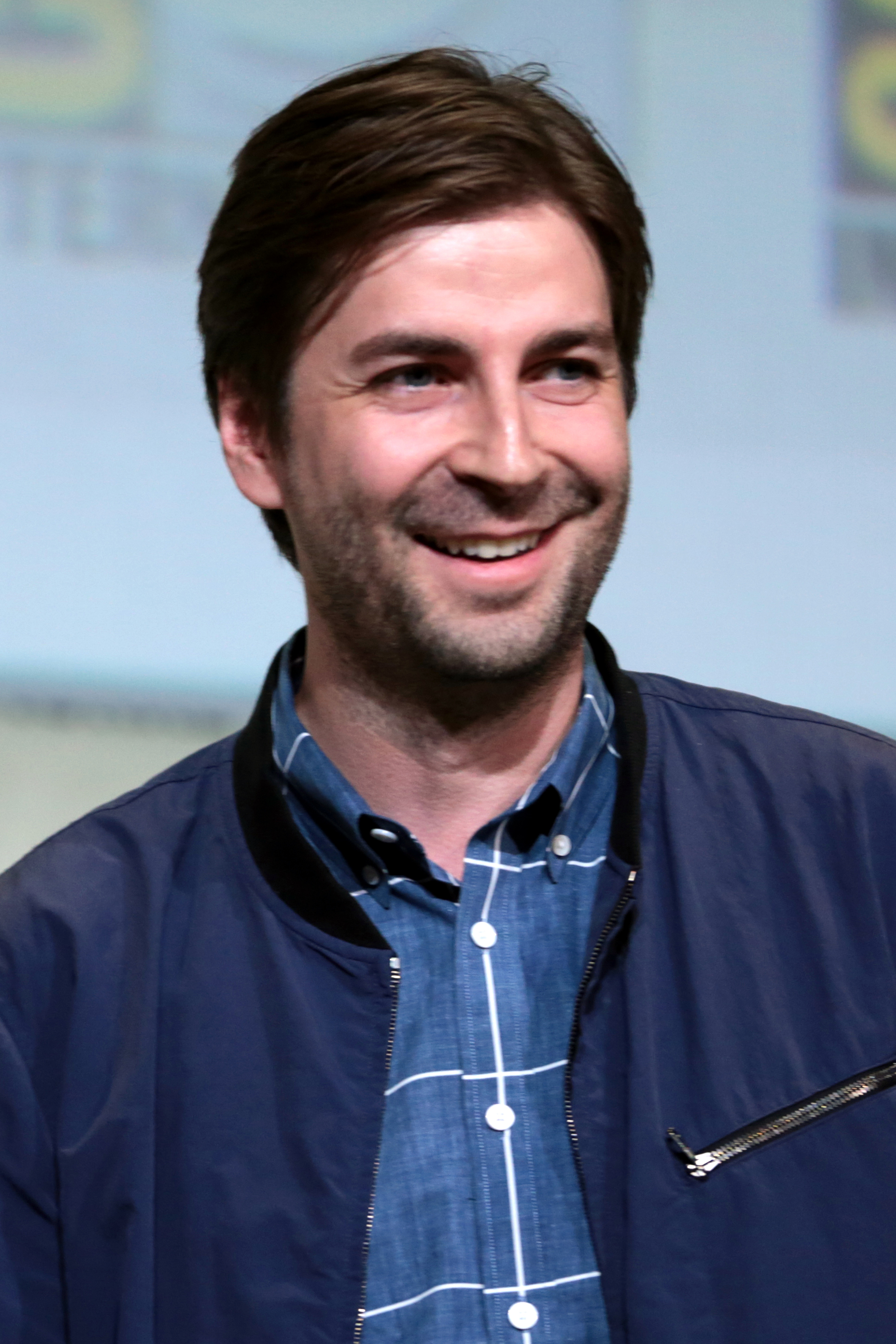
《蜘蛛人：無家日》的導演強·華茲

在2019年電影《蜘蛛人：離家日》的片尾彩蛋中，彼得·帕克的英雄身份被神秘法師公開，日常生活和聲譽大受影響，為了改變現況，彼得向「奇異博士」史蒂芬·史傳奇尋求幫助，試圖利用魔法讓世界上所有人都忘記他是蜘蛛人，卻讓一切變得更加危險。
2017年4月，漫威電影宇宙中的蜘蛛人系列第三部影片確認在計劃中。6月，主演湯姆·霍蘭德表示這部影片中的故事將發生在彼得·帕克就讀於高中四年級時。由於在電影《蜘蛛人：離家日》的片尾彩蛋中，彼得·帕克的蜘蛛人身份已經暴露，2019年7月，凱文·費吉表示「將在《蜘蛛人：無家日》中呈現一個從未在此前影視上出現過的彼得·帕克。」導演強·華茲和主演湯姆·霍蘭德均暗示影片反派為獵人克拉文。2019年8月，漫威和索尼談判破裂，導致第三部將不會再屬於漫威電影宇宙。同年9月27日，雙方重新達成新的協議，蜘蛛人留在漫威電影宇宙，凱文·費吉繼續擔當影片監製，湯姆·霍蘭德繼續出演「蜘蛛人」彼得·帕克，影片仍由漫威影業開發製作。索尼繼續聘請克里斯·麥肯納 (編劇)和艾瑞克·桑默斯執筆劇本。2020年6月，強·華茲確認回歸執導影片。影片受2019冠狀病毒病疫情影響延期拍攝，主體拍攝於2020年10月在紐約開機。11月，製作組移至喬治亞州亞特蘭大的三石製片廠拍攝。製作組還在洛杉磯和冰島等地取景拍攝。2021年3月殺青。《蜘蛛人：無家日》於2021年12月13日在洛杉磯舉行全球首映禮，2021年12月17日在美國公映。
在故事情節上，影片設定於電影《蜘蛛人：離家日》故事之後，並與2022年電影《奇異博士2：失控多重宇宙》相關聯。班奈狄克·康柏拜區在影片中繼續出演漫威電影宇宙中的角色「奇異博士」史蒂芬·史傳奇，黃凱旋回歸出演漫威電影宇宙角色王。陶比·麥奎爾回歸出演由山姆·雷米執導的《蜘蛛人三部曲》中的「蜘蛛人」彼得·帕克，安德魯·加菲爾德亦回歸出演由馬克·韋布執導的《驚奇再起系列》中的「蜘蛛人」彼得·帕克。威廉·達佛、艾佛烈·蒙利納和托馬斯·哈登·丘奇回歸分別出演《蜘蛛人三部曲》中的反派「綠惡魔」諾曼·奧斯朋、「八爪博士」奧托·奧克塔維斯和「沙人」佛林特·馬可。瑞斯·伊凡斯和傑米·福克斯回歸分別出演《驚奇再起系列》中的反派「蜥蜴人」柯特·康納斯和「電光人」麥克斯·狄倫。查理·考克斯回歸出演「夜魔俠」馬修·梅鐸，他此前在漫威電視開發製作的Netflix系列電視劇《夜魔俠》和《捍衛者聯盟》中出演該角色。湯姆·哈迪以未署名的形式在片尾彩蛋中客串出演「猛毒」艾迪·布洛克，他此前在索尼影業蜘蛛人宇宙的2018年電影《猛毒》和2021年電影《猛毒2：血蜘蛛》中出演該角色。

### 《奇異博士2：失控多重宇宙》（2022年）

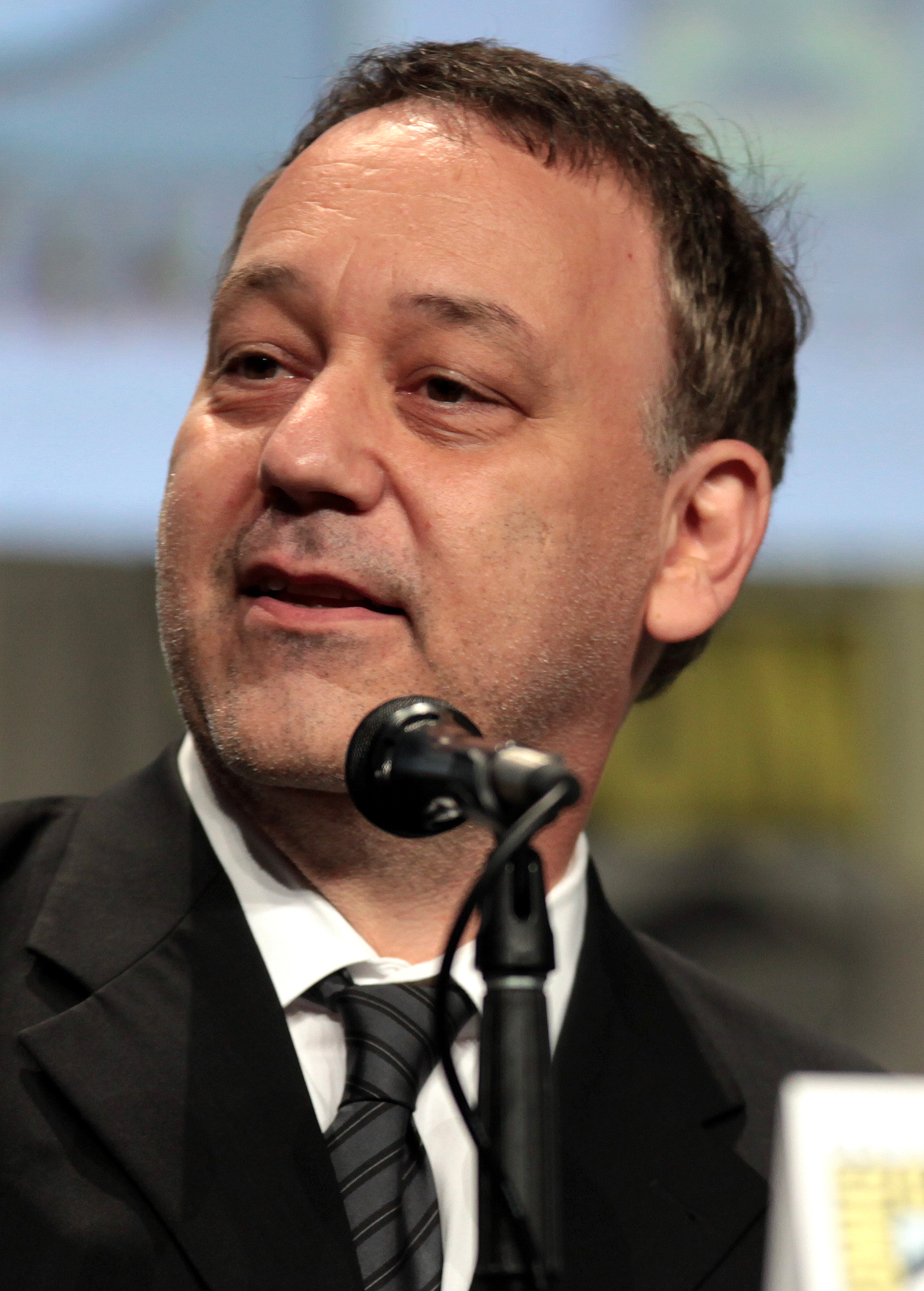
《奇異博士2：失控多重宇宙》的導演山姆·雷米

《蜘蛛人：無家日》事件的幾個月後，「奇異博士」史蒂芬·史傳奇在新舊結識的盟友幫助下穿越多元宇宙應對強敵。
2018年12月，史考特·德瑞森確定將執導《奇異博士》的續集。漫威影業開始尋找續集的編劇，班奈狄克·康柏拜區確認繼續領銜出演「奇異博士」史蒂芬·史傳奇。2019年7月，漫威在聖地牙哥國際漫畫展上公佈影片的正式片名為《奇異博士2：失控多重宇宙》（Doctor Strange in the Multiverse of Madness）。2020年1月，導演史考特·德瑞森宣佈因與漫威存在創作分歧，不再執導影片，但是仍然擔當執行監製。2月，導演山姆·雷米與漫威進入商談階段。同月，2021年Disney+電視劇《洛基》的首席編劇麥可·沃爾德倫確定與傑德·巴特利特共同撰寫劇本。4月，山姆·雷米正式確定執導影片。主體拍攝原計劃於2020年6月開機，受2019冠狀病毒病疫情影響，製作組推遲至2020年11月在倫敦開機拍攝。2021年1月，因英國2019冠狀病毒病確診病例驟增，製作組暫停拍攝。製作組於3月恢復拍攝作業，4月在英格蘭森麻實郡殺青。《奇異博士2：失控多重宇宙》於2022年5月2日在洛杉磯杜比劇院舉行全球首映禮，2022年5月6日在美國公映。
《奇異博士2：失控多重宇宙》的主體故事時間設定於《蜘蛛人：無家日》的幾個月之後，故事情節上直接延續2021年Disney+電視劇《汪達幻視》的劇情。伊莉莎白·歐森擔當電影的聯合主演，繼續出演「緋紅女巫」汪達·馬克希莫夫。朱利安·希利亞德（Julian Hilliard）和傑特·克萊恩（Jett Klyne）分別回歸飾演汪達·馬克希莫夫的兒子比利和湯米，兩人此前在影集《汪達幻視》中出演相應角色。
影片中出現多重宇宙裏另一個平行宇宙「838號宇宙」中的超級英雄秘密組織「光照會」：
派崔克·史都華回歸飾演「X教授」查爾斯·撒菲亞，史釗活此前在二十世紀影業製作和發行的《X戰警電影系列》中出演「10005號宇宙」中的相應角色。海莉·艾特沃飾演「卡特隊長」佩姬·卡特，艾特沃此前在動畫影集《無限可能：假如…？》的第一季第一集〈假如卡特隊長成為首位復仇者〉中出演「82111號宇宙」中的相應角色。約翰·卡拉辛斯基飾演驚奇4超人的一員「神奇先生」李德·理查斯。拉沙娜·林奇回歸飾演「驚奇隊長」瑪莉亞·藍博，林奇此前在電影《驚奇隊長》飾演主宇宙中的瑪莉亞·藍博。安森·蒙特回歸飾演「黑蝠王」布萊克卡德·伯特剛，蒙特此前在漫威ABC系列電視劇《異人族》中出演主宇宙中的黑蝠王。

### 《雷神索爾：愛與雷霆》（2022年）

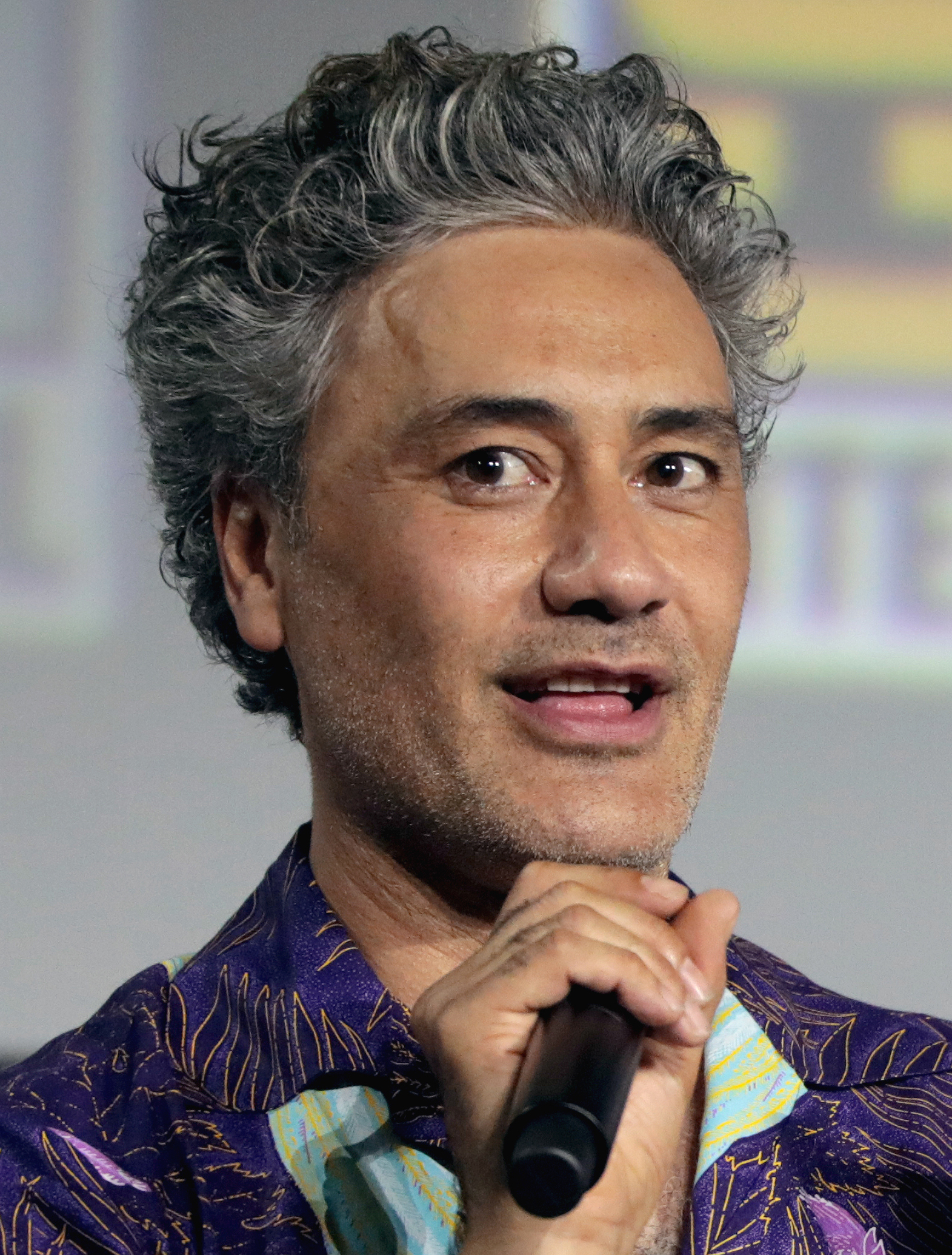
《雷神索爾：愛與雷霆》的導演塔伊加·維迪提

雷神索爾與瓦爾基麗、寇格以及成為女雷神的珍·佛斯特等人再次聯手，阻止企圖消滅眾神的屠神者格爾。
儘管2019年電影《復仇者聯盟：終局之戰》是克里斯·漢斯沃與漫威影業最初簽訂的最後一部電影，2018年1月，他表示有興趣繼續出演索爾。2019年7月16日，《好萊塢報道》證實漫威影業確定開發這部影片，塔伊加·維迪提亦將回歸執導，克里斯·漢斯沃和泰莎·湯普森繼續出演索爾和瓦爾基麗，未參演電影《雷神索爾3：諸神黃昏》的娜塔莉·波曼亦回歸出演珍·佛斯特，亦是波曼繼2013年電影《雷神索爾2：黑暗世界》後首次回歸演出。7月20日，漫威在聖地牙哥國際漫畫展上公佈影片的正式片名為《雷神索爾：愛與雷霆》（Thor: Love and Thunder），並表示與漫畫情節類似，娜塔莉·波曼將繼承雷神衣缽，出演女雷神。2020年2月，塔伊加·維迪提和珍妮佛·凱汀·羅賓遜確認為影片共同撰寫劇本。電影於2021年1月在澳大利亞開機拍攝，6月殺青。影片原計劃於2021年11月5日在美國上映。受2019冠狀病毒病疫情影響，《雷神索爾：愛與雷霆》的美國上映日期延後至2022年7月8日。
《雷神索爾：愛與雷霆》的主體故事時間設定於《復仇者聯盟4：終局之戰》之後。星際異攻隊成員將出現於影片之中。克里斯·普瑞特、龐·克萊門捷夫、戴夫·巴帝斯塔、凱倫·吉蘭、馮·迪索和布萊德利·庫柏分別回歸出演漫威電影宇宙中的角色「星爵」彼得·奎爾、螳螂女、「毀滅者」德克斯、涅布拉、格魯特和火箭浣熊。西恩·岡恩回歸出演克拉格林。

### 《黑豹2：瓦干達萬歲》（2022年）

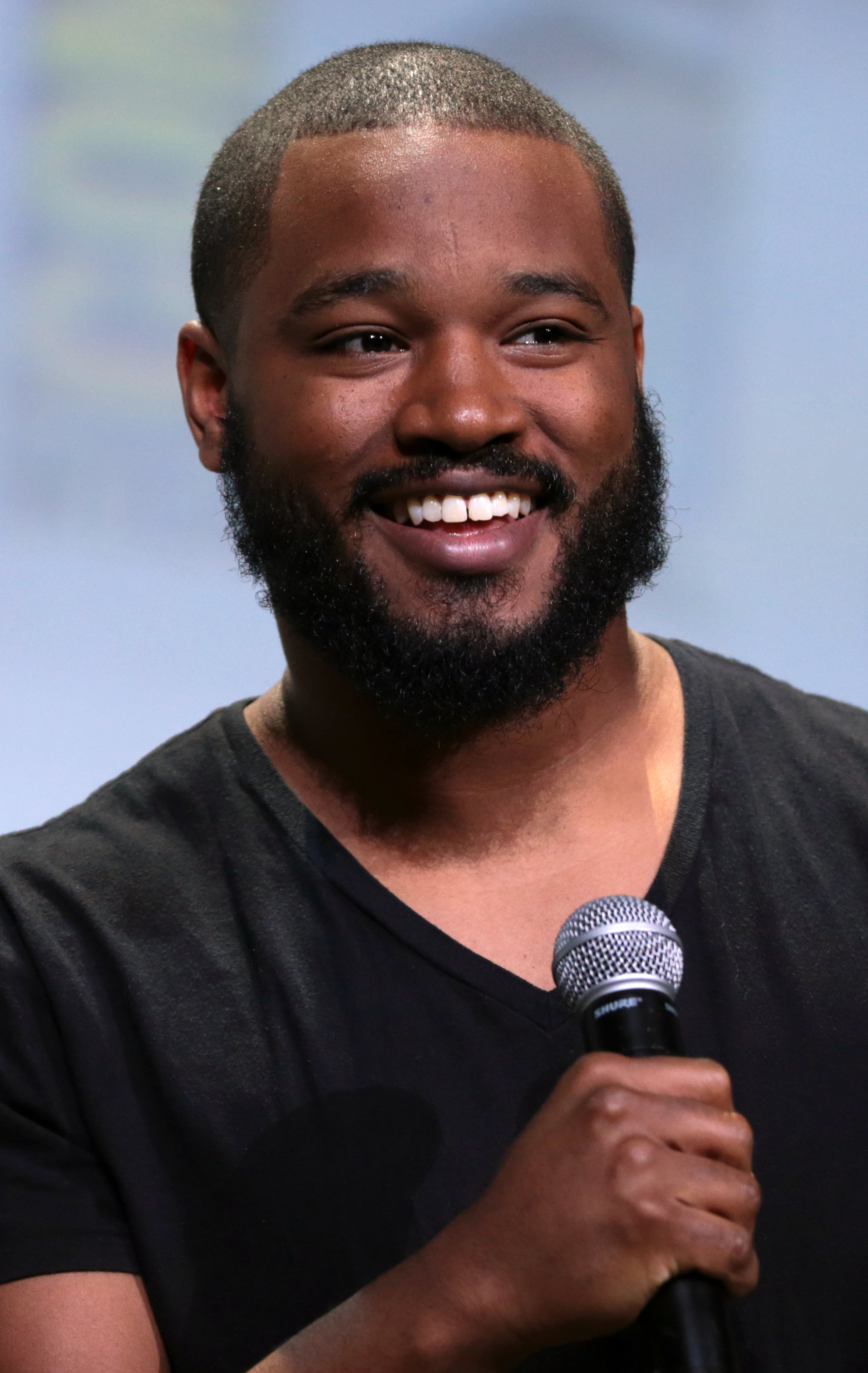
《黑豹2》編劇兼導演和未定名瓦干達影集開創者瑞恩·库格勒

在帝查拉國王去世後，瓦干達王國的各個領袖為保護他們的國家而戰。
2018年10月，瑞恩·库格勒和漫威影業簽訂了《黑豹》續集的編劇兼導演協議。喬·羅伯特·高爾回歸參與劇本創作。2019年7月，凱文·費吉在聖地牙哥國際漫畫展上表示影片正在開發中。2019年8月，漫威影業在D23博覽會上公佈影片的工作標題為「黑豹2」（Black Panther II）。2020年8月，飾演「黑豹」帝查拉的男主角查德威克·鮑斯曼因病離世，該角色不會被重新選角。11月，露琵塔·尼詠歐等主要演員確認回歸出演。2021年5月，漫威公佈公佈影片的正式片名為。影片於2021年6月29日在喬治亞州亞特蘭大開機，2021年11月暫停拍攝作業，2022年1月恢復拍攝。製作組還在波士頓、麻薩諸塞州伍斯特和喬治亞州布朗斯维克取景拍攝，2022年3月在波多黎各殺青。《黑豹2：瓦干達萬歲》於2022年10月26日進行首映，2022年11月11日在美國上映。
《黑豹2：瓦干達萬歲》故事時間設定於《蜘蛛人：無家日》之後。多米妮克·索恩出演「鋼鐵心」莉莉·威廉斯，她將於第五階段的Disney+影集《鋼鐵心》中繼續出演該角色。茱莉·路易絲-卓佛和麥可·B·喬丹回歸分別飾演瓦倫緹娜·艾蕾格拉·德芳亭和艾瑞克·「齊爾蒙格」·史蒂文斯。

## 音樂
| 序 | 名稱                        | 美國發行日期   | 時長    | 作曲          | 音樂廠牌             |
| -- | --------------------------- | -------------- | ------- | ------------- | -------------------- |
| 24 | 《黑寡婦》                  | 2021年7月9日   | 1:19:53 | 洛恩·巴爾夫   | 好萊塢唱片／漫威音樂 |
| 25 | 《尚氣與十環傳奇》          | 2021年9月1日   | 1:08:19 | 喬爾·P·韋斯特 | 好萊塢唱片／漫威音樂 |
| 26 | 《永恆族》                  | 2021年11月3日  | 1:08:17 | 拉敏·賈瓦帝   | 好萊塢唱片／漫威音樂 |
| 27 | 《蜘蛛人：無家日》          | 2021年12月17日 | 1:13:54 | 麥可·吉亞奇諾 | 索尼古典唱片         |
| 28 | 《奇異博士2：失控多重宇宙》 | 2022年5月4日   | 1:01:25 | 丹尼·葉夫曼   | 好萊塢唱片／漫威音樂 |

## 家庭媒體
| 序 | 電影               | 數位版發行日期 | DVD/藍光發行日期 |
| -- | ------------------ | -------------- | ---------------- |
| 24 | 《黑寡婦》         | 2021年8月10日  | 2021年9月14日    |
| 25 | 《尚氣與十環傳奇》 | 2021年11月12日 | 2021年11月30日   |
| 26 | 《永恆族》         | 2022年1月12日  | 2022年2月15日    |
| 27 | 《蜘蛛人：無家日》 | 2022年3月15日  | 2022年4月12日    |

## 迴響

### 票房表現
| 序   | 電影                        | 美國上映日期   | 票房收入       | 票房收入       | 票房收入       | 票房歷史總榜排名 | 票房歷史總榜排名 | 製作成本     | 來源                    |
| 序   | 電影                        | 美國上映日期   | 北美           | 北美之外       | 全球           | 北美             | 全球             | 製作成本     | 來源                    |
| ---- | --------------------------- | -------------- | -------------- | -------------- | -------------- | ---------------- | ---------------- | ------------ | ----------------------- |
| 24   | 《黑寡婦》                  | 2021年7月9日   | $183,651,655   | $196,100,000   | $379,751,655   | 262              | 364              | $2.00億      | [ 164 ] [ 165 ]         |
| 25   | 《尚氣與十環傳奇》          | 2021年9月3日   | $224,543,292   | $207,700,000   | $432,243,292   | 174              | 294              | $1.50–2.00億 | [ 166 ] [ 167 ] [ 168 ] |
| 26   | 《永恆族》                  | 2021年11月5日  | $164,870,234   | $237,194,665   | $402,064,899   | 336              | 336              | $2.00億      | [ 169 ] [ 170 ]         |
| 27   | 《蜘蛛人：無家日》          | 2021年12月17日 | $814,115,070   | $1,107,732,041 | $1,921,847,111 | 3                | 7                | $2.00億      | [ 171 ] [ 172 ]         |
| 28   | 《奇異博士2：失控多重宇宙》 | 2022年5月6日   | $411,331,607   | $544,444,197   | $955,775,804   | 36               | 60               | $2.00億      | [ 173 ] [ 174 ]         |
| 29   | 《雷神索爾：愛與雷霆》      | 2022年7月8日   | $343,256,830   | $417,659,554   | $760,916,384   | 65               | 113              | $2.50億      | [ 175 ] [ 176 ]         |
| 30   | 《黑豹2：瓦干達萬歲》       | 2022年11月11日 | $453,819,752   | $404,947,718   | $858,767,470   | 24               | 84               | $2.50億      | [ 177 ] [ 178 ]         |
| 總計 | 總計                        | 總計           | $2,595,588,440 | $3,115,778,175 | $5,711,366,615 |                  |                  | $7.50–8.00億 |                         |

### 評價
| 序 | 電影                        | 專業評價         | 專業評價       | 公眾評價 | 公眾評價 |
| 序 | 電影                        | 爛番茄           | Metacritic     | 影院評分 | PostTrak |
| -- | --------------------------- | ---------------- | -------------- | -------- | -------- |
| 24 | 《黑寡婦》                  | 79%（452篇評論） | 68（58篇評論） | A−       | 88%      |
| 25 | 《尚氣與十環傳奇》          | 91%（337篇評論） | 71（52篇評論） | A        | 91%      |
| 26 | 《永恆族》                  | 47%（403篇評論） | 52（62篇評論） | B        | 78%      |
| 27 | 《蜘蛛人：無家日》          | 93%（422篇評論） | 71（60篇評論） | A+       | 96%      |
| 28 | 《奇異博士2：失控多重宇宙》 | 74%（448篇評論） | 60（65篇評論） | B+       | 82%      |
| 29 | 《雷神索爾：愛與雷霆》      | 63%（432篇評論） | 57（64篇評論） | B+       | 77%      |
| 30 | 《黑豹2：瓦干達萬歲》       | 84%（428篇評論） | 67（61篇評論） | A        | 93%      |

## 備註
1. ↑  《黑寡婦》在串流媒體平台Disney+通過Disney+首映許可證形式與戲院同期上線[4]。
2. ↑  趙婷既是《永恆族》的獨立編劇，同時與帕特里克·布雷共同編劇[10][11]。
3. ↑  迪士尼稱《黑寡婦》在串流媒體平台Disney+首週末獲得6700萬美元的額外付費收入[161][162][163]。